# Lista planetelor minore: 299001–300000
Aceasta este lista planetelor minore cu numerele 299001–300000.

## 299001–299100
| Denumire | Denumire provizorie | Data descoperirii | Locul descoperirii | Descoperitor(i)        |
| -------- | ------------------- | ----------------- | ------------------ | ---------------------- |
| 299001 – | 2004 XH80           | 10 decembrie 2004 | Socorro            | LINEAR                 |
| 299002 – | 2004 XN87           | 9 decembrie 2004  | Catalina           | CSS                    |
| 299004 – | 2004 XD88           | 9 decembrie 2004  | Kitt Peak          | Spacewatch             |
| 299017 – | 2004 YX6            | 18 decembrie 2004 | Mount Lemmon       | Mount Lemmon Survey    |
| 299020 – | 2005 AR3            | 5 ianuarie 2005   | Vicques            | M. Ory                 |
| 299028 – | 2005 AS26           | 13 ianuarie 2005  | Mayhill            | A. Lowe                |
| 299043 – | 2005 BL             | 16 ianuarie 2005  | Desert Eagle       | W. K. Y. Yeung         |
| 299048 – | 2005 BH42           | 16 ianuarie 2005  | Mauna Kea          | C. Veillet             |
| 299053 – | 2005 CP5            | 1 februarie 2005  | Palomar            | NEAT                   |
| 299071 – | 2005 CW76           | 9 februarie 2005  | Anderson Mesa      | LONEOS                 |
| 299072 – | 2005 DF3            | 17 februarie 2005 | La Silla           | A. Boattini, H. Scholl |
| 299081 – | 2005 EK39           | 8 martie 2005     | Junk Bond          | Junk Bond              |

## 299101–299200
| Denumire | Denumire provizorie | Data descoperirii | Locul descoperirii | Descoperitor(i)                  |
| -------- | ------------------- | ----------------- | ------------------ | -------------------------------- |
| 299107   | 2005 EY129          | 30 august 1998*   | Xinglong           | BAO Schmidt CCD Asteroid Program |
| 299118 – | 2005 EG162          | 9 martie 2005     | Siding Spring      | SSS                              |
| 299134 – | 2005 EB224          | 10 martie 2005    | San Marcello       | San Marcello                     |
| 299153 – | 2005 EX298          | 11 martie 2005    | Kitt Peak          | M. W. Buie                       |
| 299175 – | 2005 GT60           | 6 aprilie 2005    | Jarnac             | Jarnac                           |

## 299201–299300
| Denumire | Denumire provizorie | Data descoperirii | Locul descoperirii | Descoperitor(i) |
| -------- | ------------------- | ----------------- | ------------------ | --------------- |
| 299203 – | 2005 HY2            | 18 aprilie 2005   | Cordell-Lorenz     | D. T. Durig     |
| 299240 – | 2005 MU15           | 30 iunie 2005     | Junk Bond          | D. Healy        |
| 299270 – | 2005 NW82           | 10 iulie 2005     | Reedy Creek        | J. Broughton    |
| 299291 – | 2005 PK17           | 13 august 2005    | Wrightwood         | J. W. Young     |
| 299293 – | 2005 QJ             | 23 august 2005    | Pla D'Arguines     | R. Ferrando     |
| 299299 – | 2005 QL31           | 22 august 2005    | Haleakala          | NEAT            |

## 299301–299400
| Denumire | Denumire provizorie | Data descoperirii | Locul descoperirii | Descoperitor(i)                         |
| -------- | ------------------- | ----------------- | ------------------ | --------------------------------------- |
| 299312 – | 2005 QN84           | 30 august 2005    | Saint-Véran        | Saint-Véran                             |
| 299336 – | 2005 RG7            | 7 septembrie 2005 | Campo Catino       | Campo Catino Austral Observatory Survey |
| 299363 – | 2005 TV47           | 5 octombrie 2005  | Bergisch Gladbach  | W. Bickel                               |
| 299381 – | 2005 UP515          | 22 octombrie 2005 | Apache Point       | A. C. Becker                            |

## 299401–299500
| Denumire | Denumire provizorie | Data descoperirii | Locul descoperirii | Descoperitor(i) |
| -------- | ------------------- | ----------------- | ------------------ | --------------- |
| 299477 – | 2006 BU147          | 31 ianuarie 2006  | 7300 Observatory   | W. K. Y. Yeung  |
| 299486 – | 2006 BP185          | 25 august 2000*   | Cerro Tololo       | M. W. Buie      |

## 299501–299600
| Denumire | Denumire provizorie | Data descoperirii | Locul descoperirii | Descoperitor(i) |
| -------- | ------------------- | ----------------- | ------------------ | --------------- |
| 299518 – | 2006 CX63           | 2 februarie 2006  | Mauna Kea          | P. A. Wiegert   |
| 299571 – | 2006 ES1            | 3 martie 2006     | Nyukasa            | Nyukasa         |

## 299601–299700
| Denumire | Denumire provizorie | Data descoperirii | Locul descoperirii | Descoperitor(i) |
| -------- | ------------------- | ----------------- | ------------------ | --------------- |
| 299648 – | 2006 KC89           | 27 mai 2006       | Needville          | Needville       |

## 299701–299800
| Denumire              | Denumire provizorie | Data descoperirii  | Locul descoperirii   | Descoperitor(i) |
| --------------------- | ------------------- | ------------------ | -------------------- | --------------- |
| 299755 Ericmontellese | 2006 RB106          | 14 septembrie 2006 | Mauna Kea            | J. Masiero      |
| 299756 Kerryaileen    | 2006 RO109          | 14 septembrie 2006 | Mauna Kea            | J. Masiero      |
| 299777 –              | 2006 SN63           | 21 septembrie 2006 | Vallemare di Borbona | V. S. Casulli   |

## 299801–299900
| Denumire | Denumire provizorie | Data descoperirii  | Locul descoperirii | Descoperitor(i) |
| -------- | ------------------- | ------------------ | ------------------ | --------------- |
| 299897 – | 2006 SE369          | 23 septembrie 2006 | Moletai            | MAO             |

## 299901–300000
| Denumire | Denumire provizorie | Data descoperirii | Locul descoperirii | Descoperitor(i)     |
| -------- | ------------------- | ----------------- | ------------------ | ------------------- |
| 299919 – | 2006 TZ             | 3 octombrie 2006  | Great Shefford     | P. Birtwhistle      |
| 299948 – | 2006 TT56           | 14 octombrie 2006 | Eskridge           | Eskridge            |
| 299970 – | 2006 TG95           | 13 octombrie 2006 | Lulin Observatory  | C.-S. Lin, Q.-z. Ye |
| 300000   | 2006 UW30           | 16 octombrie 2006 | Kitt Peak          | Spacewatch          |